# 1707
Năm 1707 là một năm bắt đầu từ ngày thứ bảy trong lịch Gregory (hoặc một năm thường bắt đầu vào thứ Tư trong lịch Julius chậm hơn 11 ngày). Năm 1707 của lịch Thụy Điển là một năm bắt đầu từ ngày thứ ba, một ngày trước của lịch Julius.

## Sự kiện
- Đảo Anh (còn gọi là Britain): Liên hiệp Anh ra đời, bao gồm England, Wales và Scotland (hợp nhất Scotland với England và Wales ra đời).

## Sinh
- 13 tháng 1 - John Boyle, Bá tước thứ năm của Cork, nhà văn người Ailen (mất 1762)
- 1 tháng 2 - Frederick, Thân vương xứ Wales (mất 1751)
- 14 tháng 2 - Claude Prosper Jolyot de Crébillon, tiểu thuyết gia người Pháp (mất 1777)
- 25 tháng 2 - Carlo Goldoni, nhà soạn kịch người Ý (mất 1793)
- 7 tháng 3 - Stephen Hopkins, qu6óc phụ của Hiệp chủng quốc Hoa Kỳ (mất 1785)
- 14 tháng 3 - Johan Ihre, nhà ngôn ngữ học người Thụy Điển (mất 1780)
- 23 tháng 3 - Somerset Henry, Công tước thứ ba của xứ Beaufort (mất 1745)
- 10 tháng 4 - John Pringle, bác sĩ người Scotland (mất 1782)
- 15 tháng 4 - Leonhard Euler, nhà toán học và vật lý học người Thụy Sĩ (mất 1783)
- 22 tháng 4 - Henry Fielding, tiểu thuyết gia và nhà viết kịch người Anh (mất 1754)
- 25 tháng 4 - Léopold Clément, Công tử xứ Lorraine, Hoàng tử Pháp (mất 1723)
- 1 tháng 5 - Michael Rogers, binh sĩ người Anh (mất 1799)
- 12 tháng 5 - Francisco Salzillo, nhà điêu khắc Tây Ban Nha (mất 1781)
- 23 tháng 5 - Carolus Linnaeus, nhà thực vật học Thụy Điển (mất 1778)

## Mất
- 8 tháng 1 - John Dalrymple, 1 Earl của Cầu thang, chính trị gia người Scotland (sinh 1648)
- 10 tháng 1 - Philibert, Comte de Gramont, nhà văn người Pháp (sinh 1621)
- 20 tháng 1 - Humphrey Hody, nhà thần học Anh (sinh 1659)
- 3 tháng 3 - Aurangzeb, Hoàng đế Mughal của Ấn Độ (sinh 1618)
- 6 tháng 4 - William van de Velde, họa sĩ Hà Lan (sinh 1633)
- 29 tháng 4 - George Farquhar, nhà soạn kịch Ailen (sinh 1677)
- 09 tháng 5 - Dieterich Buxtehude, nhà soạn nhạc người Đức (bc 1637)
- 27 tháng 5 - Françoise-Athénaïs de Rochechouart de Mortemart, người tình của vua Louis XIV của Pháp (sinh 1641)
- 23 tháng 6 - John Mill, nhà thần học Anh (bc 1645)
- 18 tháng 8 - William Cavendish, 1 Công tước xứ Devonshire, nhà chính trị Anh (sinh 1640)
- 20 tháng 8 - Nicolas Gigault, nhà soạn nhạc Pháp (sinh 1627)
- 15 tháng 9 - George Stepney, nhà thơ, nhà ngoại giao người Anh (sinh 1663)
- 24 tháng 9 - Vincenzo da Filicaja, nhà thơ người Ý (sinh 1642)
- 22 tháng 10 - Sir Cloudesley Shovell, đô đốc người Anh (sinh 1650)
- 1 tháng 12 - Jeremiah Clarke, soạn nhạc người Anh (sinh 1674)
- 24 tháng 12 - Noël Coypel, họa sĩ người Pháp (sinh 1628)
- 27 tháng 12 - Jean Mabillon, nhà ngoại giao Pháp (sinh 1632)